# Bắc Lý, Ninh Bình
	Bắc Lý		là một xã thuộc tỉnh Ninh Bình, Việt Nam.

## Địa lý
Trụ sở xã nằm cách phường Hoa Lư - trung tâm tỉnh lỵ Ninh Bình 46 km về phía Bắc, có vị trí địa lý:
- Phía tây giáp xã Nam Xang.
- Phía nam giáp xã Trần Thương và xã Vĩnh Trụ.
- Phía bắc và phía đông giáp phường Hồng Châu, xã Tân Hưng và  xã Long Hưng của tỉnh Hưng Yên, có ranh giới tự nhiên là sông Hồng.

Xã Bắc Lý	có diện tích:	31,17	km², 	dân số:	30.984	người, mật độ dân số: 	994	người/km². 	Đây là đơn vị có diện tích xếp thứ:	36	, số dân xếp thứ: 	65	và mật độ dân số xếp thứ: 	95	trong số 129 xã, phường ở Ninh Bình.  
Xã Bắc Lý là nơi có sông Hồng chảy qua
Xã Bắc Lý nằm ở trung tâm huyện Lý Nhân xưa 5km về phía Đông, người dân sống chủ yếu bằng nông nghiệp.
Xã có trường THCS Bắc Lý - thành lập năm 1953, đến năm 1961 trường THCS Bắc Lý đã là lá cờ đầu của ngành giáo dục, là khởi nguồn của phong trào thi đua "Hai tốt" với khẩu hiệu cả nước: "Tích cực thi đua dạy thật tốt, học thật tốt, đuổi kịp và vượt Bắc Lý".
Ngoài ra trên địa bàn xã còn có : 2 trường tiểu học: tiểu học Chung Lý, tiểu học Bảo Lý ( nay đã gộp lại thành trường Tiểu học xã Bắc Lý) ,1 trường THCS : THCS Bắc Lý và  một trường THPT: THPT Bắc Lý

## Lịch sử
Theo Nghị quyết số 1674/NQ-UBTVQH15 ngày 16/6/2025 về sắp xếp các đơn vị hành chính cấp xã của tỉnh Ninh Bình năm 2025, 	sắp xếp các xã Chân Lý, Đạo Lý và Bắc Lý thành xã mới có tên gọi là xã Bắc Lý.	